# 狩龍人拉格納
《狩龍人拉格納》是日本漫畫家小林大樹創作的奇幻漫畫，於2017年4月號起在《月刊GANGAN JOKER》連載。改編電視動畫於2023年9月30日至2024年3月31日首播。

## 故事簡介
本作主角拉格納幼時數度遭遇龍的襲擊倖存，為了不再給人帶來不幸，便與羅納貝拉的天才狩龍人蕾歐組隊謀生。太陽曆498年2月21日開始，拉格納連續6天作了蕾歐慘死的噩夢後，兩人終究遇到無法取勝的對手，一名上位龍受到龍王的命令，率領龍群進攻羅納貝拉。危機時來自未來的老年拉格納出現在他的記憶中，告知在此之後他向龍群展開數十年的復仇，不斷戰鬥而得到超越極限的力量，但卻始終無法原諒當年眼看著蕾歐被殺的自己，隨後將力量交給了過去的他。
得到「銀氣鬥法」並打倒上位龍的拉格納就此離開蕾歐，並與曾在未來幫助自己的叛變龍王緋紅聯手合作，兩人發誓將狩獵世界所有的龍族與其神明。

## 角色列表

### 主要角色
拉格納（聲：小林千晃／神奈延年（未來時期））
本作主角。患有社交恐懼症。在緋紅的計劃下賦予「死神」的稱號。原本是一個毫無才能的人，在瀕死時從未來的自己接收所有力量和知識，能夠從體內自行產生銀氣。認真戰鬥時把上衣綁在腰上的習慣則繼承自原本未來的師傅李．洛溪。
緋紅（聲：村瀨步）
本作另一名主角。第一代翼之王，「翼之血族」的前任血主，也是最古老的龍之王，實際年齡超過500歲。為了結束自己的生命和滅絕以龍之神為首的一切龍族而反叛的前任龍王。個性傲慢狡猾，可以為了達到目的而不擇手段，在500年間不斷暗中挑起各血族間的互鬥；疑心極重，從不相信任何人。異色瞳，左眼是龍的眼睛。擁有隨意改變外型與性別的能力。擁有無數可替換的身體，當一個身體死去時，另一個身體就會出現。
另一個身份為太陽神教的滅龍鬥士「預言者」奧爾哥爾。

### 緋紅的僕人
壞蛋史萊姆（聲：菲魯茲·藍）
由緋紅製造的史萊姆。與魔像和奇美拉關係惡劣。看似可爱内心却十分腹黑，特别看不起人类。实力很强，具有腐蚀性，擅长偷袭，连上位龙都是他的食物范围。
魔像（聲：赤羽根健治）
由緋紅製造的機械人偶。與壞蛋史萊姆和奇美拉關係惡劣。平常擁有多個可供替换的身體，本体其实是个AI，性格轻浮，好色。目前最强的身體具有針對龍族的陽光兵器。在現代出場時取代了雷傑王國的中將巴爾德．洛曼(バルト・ロワン，聲：東地宏樹)。表面身份是前太陽神教日陰部隊的成員傑克．讓恩，在6年前曾狩獵550頭下級龍、41頭中級龍、2頭上級龍，卻在5年前拒絕了特殊二等神民的地位後銷聲匿跡。
奇美拉（聲：能登麻美子）
由緋紅製造的合成獸，與壞蛋史萊姆和魔像關係惡劣。仆人三人组中唯一的女性，擅长打听情报，却很不擅长计算。拥有影子空间的能力，可以随意移动在任何平面。表面身份是庫洛艾．路梅。
在菲比戈特沉睡後，失去了獸耳和尾巴。
菲比戈特（聲：綠川光）
表面上是奇美拉擁有自我意識的尾巴，被奇美拉稱呼為「蛇先生」。實際上他才是本體，奇美拉是他的尾巴。真正身份是前翼之血族的第二位，唯一繼續跟隨緋紅的「翼之血族」成員，同時也是所有龍族中最古老的第二位。使用的魔法為“暗魔法”。

### 銀裝兵團
絲塔莉亞·雷傑（聲：日高里菜）
本作女主角之一。16歲，雷傑王國的二公主，銀裝兵團的團長。天生就沒有雙手，而眼睛能捕捉物體發出的氣來代替缺少的雙手並能自在地操控，同時也能靠氣來判別對方言語有無撒謊之意，9歲時便靠此能力肅清企圖政變的王國中將佩雷洛(ペレイロ，聲：大泊貴揮)。因為在嬰兒時期最先操控的是銀器餐具，被暱稱為銀器公主。
翼之血族開始屠殺人類前就已經察覺到不對勁，而轉移雷傑王國的部份平民躲在自己的銀裝兵團內，據原本的故事線最終和團員一起死於翼之血族的突襲，但因拉格納和緋紅的出現而使情況發生改變。
艾薩克．斯坦（聲：前野智昭）
銀裝兵團顧問，軍銜為少校。個性正直、認真而毫無虛偽，經常被調侃禿頭與只有眼鏡顯眼的存在感。
胡（聲：野津山幸宏）
銀裝兵團魔法士長，右臂上附有龍的半龍人，能以此吸收魔力，輸入至魔法陣或模仿上位龍的魔法，說話有關西腔。過去曾是王國一大藥頭，結果遭莉亞破獲後被迫為她效力，甚至在王都秘密設立了數個用以政變的魔法陣。
赫潔拉、葛蕾雅（聲：土屋李央）
銀裝兵團的槍士長，半龍人雙胞胎姐妹，兩人分別具有發出高分貝聲波與隔空念話的能力，稱呼團長為「莉亞姐」。從小被當作畸形秀的展品導致感情淡薄，因此靠著模仿同齡孩童的言行，試圖使自己更接近人類。
在東北軍事演習區之戰中，付出了槍士隊幾乎全軍覆沒的代價獲勝，然而葛蕾雅卻不幸在沃迪卡姆突襲莉亞時遭波及而死。赫潔拉參與王都之戰時被佐拉重傷，後被緋紅緊急治療後，在史萊姆的引導下撿到緋紅的手槍射殺奧偍瑪蒂亞，同時也意識到自己親手斷絕團員復活的可能性而大哭，重新得到了感情。
加爾姆·烏爾邦（聲：齋藤志郎）
銀裝兵團首席劍士長，外號「銀狼」，也是莉亞的劍術師父。
克里斯多福·奧格連（聲：濱田賢二）
銀裝兵團劍士長。
辛·卡特拉斯（聲：畠中祐）
銀裝兵團劍士長。
娜莎蕾亞·緹爾西安（聲：嶋村侑）
表面身份是雷傑王國第二公主絲塔莉亞的家庭教師，實際上卻是太陽神教派遣到雷傑王國說服絲塔莉亞加入神教的工作員。
瑪喬露卡·艾波特（聲：高野麻里佳）
銀裝兵團魔法士。莉亞的狂熱粉絲，甚至為此成立「銀器公主敬愛會」並自封會長。
雨果·罗布雷斯（聲：江頭宏哉）
銀裝兵團剑士长，在莉亞决定逃到国外时，為了尋找妻小而選擇选择留下，将剑士长的位置交给了辛。

### 太陽神教
與龍族為敵的宗教。在原本的未來中，因最高指導者杜拉．霍羅．尼爾羅的死亡導致太陽神教內訌而滅亡。掌握了複製滅龍鬥士的科技，目前的複製體有：卡露拉、虹之聖女拉克夏、牢獄聖女尼姆。
複製科技
以靈魂、肉體、記憶，三者合一才得以做出能和本人使用相同魔法的完全體，然而唯有【靈魂】，太陽神教還沒辦法重現，只能靠運氣大量生產複製體，從而製造出了兩個完美符合初代的個體：二代翼王、虹之聖女。
杜拉·霍羅·尼爾羅（聲：玄田哲章）
太陽神教的最高指導者，稱號為「太陽的聖人」。外表是一個被鎖鏈捆綁在椅子，火焰纏身的骷髏。原本是無神論者，後為了把麾下士兵變成狂熱死士而宣稱自己是太陽神的使者。
卡露拉（聲：上田麗奈）
太陽神教的「時之聖女」。本人早已死亡，死後被太陽神教大量複製。現任的「翼之王」奧偍瑪蒂亞原本是其第19835名的複製體。
拉克夏（聲：和久井優）
太陽神教的滅龍鬥士，稱號為「彩虹的聖女」，外表是右眼配戴眼罩的女性。遙遠的過去曾是塔拉迪克多拉和奧魯特·佐拉人類時期侍奉的某國公主，氣質與絲塔莉亞神似，後被沃迪卡姆所殺。現今的拉克夏為本尊的複製人，認為自己是唯一的拉克夏而把其他複製體殺死（不排除複製體自殺的可能性）。
凱因
太陽神教的滅龍鬥士，稱號為「骸的聖人」。外表是身上滿佈傷痕的男性。擁有操控數千具屍體的能力。
「機龍」格雷斯托諾瓦克撤退後，私吞了「不滅龍」班哥的碎片。
拉普迪莉嘉
太陽神教的滅龍鬥士，稱號為「龍的聖女」。外表是膚色黝黑，有尖耳朵的女性。
裘斯達·諾亞
太陽神教的滅龍鬥士，稱號為「網的聖人」。外表是身穿西裝、配戴墨鏡、手持智慧手機的男性。
托爾基爾
太陽神教的滅龍鬥士，稱號為「超兵」。外表是臉上有兩道刀傷與兩道彈痕的男性。擁有超常的再生能力。
妮姆·哈姆妮姆
太陽神教的滅龍鬥士，稱號為「牢獄的聖女」。外表是留有長卷髮、頭上配戴黑色太陽神教徽章外型髮飾的女性。由於與她交往的男性最終會不幸死亡而被神教禁止結婚。最後被骨之王「不滅龍」班哥的碎片吞噬而死，隨後被太陽神教以複製卡露拉的方式不完全的複活。
瑪莉歐妮塔
太陽神教的滅龍鬥士，稱號為「機械的聖女」。外表是身穿科幻風格服裝的少女。被壞蛋史萊姆評價為「魔像的劣化版」。
奧爾哥爾
太陽神教的滅龍鬥士，稱號為「預言者」。外表是配戴面具的男性。真正身份是緋紅。
李·白蓮
太陽神教的滅龍鬥士，稱號為「不老劍士」。外表是留有白色頭髮、右眼下有淚痣、雙耳配戴耳飾的男性。持有由「殺盡龍」基爾澤亞賜予的刀。
李·洛溪
太陽神教的滅龍鬥士，稱號為「一等神民」。李·白蓮的弟子。外表是留有黑色長髮，大腿穿黑色褲襪的少女。原名是愛理亞，是眼之王「盲目龍」西格馬利奧與人類女性之間的女兒，因此與「機龍」格雷斯托諾瓦克和咆哮血族的成員互相認識。在原本的未來中是一名右臉留有傷痕的女性，外貌較實際年齡蒼老。
拉格納在原本的未來中的師傅，拉格納在認真戰鬥時把上衣綁在腰上的習慣也是繼承自她。在太陽神教覆滅後，終日酗酒。

### 龍族
本作主要的敵人，懼怕銀氣與陽光。而所有的上位龍全部均是被龍之神或血主由人類強制轉化而成。即使同為血主，第二世代的血主的地位在第一世代的血主之下。根據緋紅所言，龍族是以輪班的形式對人類進行屠殺。但在翼之血族滅亡後情況已徹底改變。
龍神
本作一切的元凶。赋予被选中者龙王权柄及相应能力，并由此发展出麾下的六大血族（翼、鱗、爪牙、咆哮、眼、骨）。在奧偍瑪蒂亞的回憶中出現。没有固定形态，而是会展现出对方心中最为重视之人的样貌。

#### 翼之血族
緋紅叛變前統治的血族。現任血主為奧偍瑪蒂亞。隨着除尼貝利姆以外，以奧偍瑪蒂亞為首的上位龍先後被討伐，該血族隨之宣告滅亡，是六大血族中最早滅亡的血族。
奧偍瑪蒂亞（聲：上田麗奈、小松奈生子（奧偍瑪蒂亞成龍））
第二代翼之王。翼之血族的第一位，同時也是現任血主。稱號為「天翼龍」。擁有「時間停止」與「時間回溯」的能力。實力是六大龍王中最弱，但魔力容量卻是最龐大的一員，可以短时间内发动两次覆盖全世界范围的「時間回溯」。原本是太陽神教的其中一名「時之聖女」，作为克隆体的編號為19835。在因内心的善念萌发而屡次犯错后，即将被太阳聖人处决之际被龙神选中而转化为新一代的翼之龙王，与此同时内心中的善意也随之扭曲为一种极端残忍的伪善。根據作者所言，除非龍神胡亂下命令，否則基本上她會以溫柔友善的態度對待人類。
因接收到龍神毀滅雷傑王國的命令，而讓血族在王國邊境重鎮大肆屠殺，由此設謀使大量平民聚集於王都一口氣消滅。試圖反抗的雷傑國王費姆德（フェムド・レーゼ，聲：松山鷹志）亦因目睹她的時操魔法而精神崩潰，只能選擇合作。
最後在试图再次对世界发动「時間回溯」时被赫澤拉以緋紅的手槍射殺。
沃迪卡姆（聲：諏訪部順一、田村睦心（少年期））
翼之血族的第二位，稱號為「雷爪龍」，同伴通稱他為卡姆。翼之血族中實力最強的一員，被緋紅評價為「暴力的天才」，外表是一名身材高大、胸部有八道交叉傷痕的男人，能把自身化作雷電，分别有5个階段變身。在人類時期已經是超越常識的存在，出生時母親即觸電而死，遭受眾人鄙視的他從此厭惡欠人情，期間殺死一名爪牙血族的成員並奪取其武器「雷爪宙斬」，聽聞徒弟被殺的基爾賽雅因此與他親自見面，並鼓勵他不斷與強者對戰磨練自身。
10歲開始便同時與太陽神教和龍族為敵，被神教以代號「雷獸」稱呼，某次戰鬥負傷時受當時仍為人類的奧偍瑪蒂亞治療，因此約定要將她從神明手中解放作為報恩，然而八年後卻讓他遭受滅龍鬥士圍攻而被捕，成了奧偍瑪蒂亞變為翼之王的原因。
故事之初得知龍神的命令後，擅自毀滅德那皮耶爾而被懲罰，奧偍瑪蒂亞轉而命他追查殺死風獄龍的兇手，卡姆由此對拉格納的力量產生興趣。東北軍事演習區之戰尾聲，因感應到銀氣鬥法發動而火速來到戰場與拉格納對戰，為了激發他的實力，卡姆甚至一度將莉亞的頸項斬斷，勝負未果後，又脅迫被擄的莉亞製造能讓拉格納與自己匹敵的銀劍。
王都再戰拉格納時一度趨於劣勢，卻以自身才能模仿銀氣鬥法，領悟出「雷神鬥法」，反過來斬首拉格納，甚至得出了狩龍閃的破解方式。然而最終為了保護身後受重傷的奧偍瑪蒂亞，不得不主動進攻，遂遭拉格納以光速般的狩龍雙閃擊敗，在遺憾自己未能還清她的恩情後灰飛煙滅。
狄札斯·特洛瓦（聲：武内駿輔）
翼之血族的第三位，稱號為「風獄龍」。喜愛自言自語，有自戀的傾向，而且被說中痛處後會囉嗦一大堆以此掩飾自己不平靜的心理。血族中實力排行第五。使用的魔法為“風魔法”，於龍形時能操控八股巨大的龍捲風。由於驕傲大意而沒有發揮真正的力量，最後中了緋紅的計謀慘死。
波爾基烏斯（聲：堀內賢雄、小西克幸（重生後））
翼之血族的第四位，稱號為「腕龍」。本體為寄宿在人類右手的龍頭。被血族其他成員尊稱為「老師」。移動樹海的真身。實際上是緋紅仍是翼之血族血主時期殘存的成員，時日無多的他吸收了帝都所有居民的血液，重生已經被破壞的驅體，回復到原本的「森海龍」姿態。王都之戰被昔日的好友菲比戈特以暗魔法「崩界」重創，最後被銀裝兵團的艾薩克．斯坦斬首而亡。
塔拉迪克多拉（聲：竹內良太）
翼之血族的第五位，稱號為「爆塊龍」。是心體技均達到極致的武人，血族中實力僅次於沃迪卡姆。與奧魯特·佐拉是自人類時期的好友。原名為阿諾特，曾經是某國的將軍。與拉格納戰鬥時不敵，最終自爆而死。
歐魯特·佐拉（聲：置鮎龍太郎）
翼之血族的第六位，稱號為「狂操龍」。在血族中負責管理和指揮軍隊。擅長製造藥物。與達拉迪克多拉是自人類時期的好友。曾經是某國的大臣，愛上其國家的公主拉克夏。但拉克夏卻被沃迪卡姆所殺，本人被奧偍瑪蒂亞強制轉化為上級龍族。由於對自己被逼侍奉仇敵一事十分反感，因而創造現時的人格。
尼貝利姆（聲：山下大輝）
翼之血族的第七位，稱號為「結界龍」。使用結界魔法。在銀裝兵團與翼之血族的決戰中被壞蛋史萊姆吞食。在決戰的8日後證實存活，左臉多了傷痕，成為了爪牙血族血主「殺盡龍」基爾賽雅的弟子。
梅古卜帝（聲：鹽屋浩三）
翼之血族的第八位，稱號為「肥滿龍」。最後被拉格納殺死。
多爾尼亞（聲：河本啟佑）
翼之血族的第九位，稱號為「劍山龍」。最後在3月8日被銀裝兵團殺死。
古流姆威迪（聲：子安武人）
翼之血族的第十位，稱號為「黑魔龍」。最後被拉格納殺死。是拉格納首名討伐的上位龍。
巴羅姆·施埃拉（聲：佐藤拓也）
翼之血族的第十三位。最後被拉格納殺死。
在原本未來的世界線中為第十一位，稱號為「百足龍」。
乌鲁修格伦（聲：金子隼人）
翼之血族的第十三位。拥有4只手，使用溶解魔法，最後被銀裝兵團的胡殺死。
夏蒂奧斯（聲：江口拓也）
翼之血族的上位龍。與蕾歐尼卡交戰時成功進化為上位龍，最後被突破界限的蕾歐妮卡殺死。
在原本未來的世界線中為第十二位。

#### 爪牙之血族
現任血主為基爾賽雅。對人與龍的戰爭採取中立的態度。唯一無法把人轉化為龍的血族。
基爾賽雅（聲：釘宮理恵）
爪牙之王。爪牙之血族的第一位，同時也是現任血主。稱號為「殺盡龍」。外表是一名留有黑色雙馬尾髮型、眼神呆滯、雙手銬上手銬的女性。自稱「某某型女子」。實力強悍，是六大龍之王中最強的一員，單純經過就可以嚇死弱者，能力疑似是因果律型魔法，可以随意改变结果，其中的过程无关紧要，而且结果还是绝对性的。曾以壓倒性實力擊敗「雷爪龍」沃迪卡姆，並在對方胸部留下傷痕。由於本身不打算發展血族，因此會對自己屬意的對象傳授武藝，更會授予武器於達到自己要求的人。對人與龍的戰爭毫無興趣，既不幫助龍族也不幫助人類。在太陽曆498年3月12日，蕾歐妮卡殺死了翼之血族的第十三位的上位龍後現身於普亞爾亞贊的難民營，出現時把3315名難民嚇死。在兩天後從遠處觀望拉格納與沃迪卡姆的決戰，並評論雙方均有足以殺死自己的實力。與同為第一代龍王的緋紅十分熟絡，稱對方為「我的姐姐」（big sister=姐姐）。
裘爾基斯
爪牙之血族成員。

#### 咆哮之血族
現任血主為巴格拉姆。據點位於從中亞延伸到印度的幾欣拿谷。現時該血族正在庇護受太陽神教所排擠，患有「弱銀症」的人類。
雷克斯（聲：伊瀨茉莉也）
第一代咆哮之王。咆哮之血族的第一位。人形時外表是一名留有紫色短髮的女性。最初在緋紅的回憶中出場。最後被緋紅貫穿心臟而死。
巴格拉姆
第二代咆哮之王。咆哮之血族的第一位，同時也是現任血主。稱號為「言實龍」。人形時外表是一名留有淺色刺蝟形短髮、繫着領帶、身穿黑色大衣、配戴金屬面具的男性。能力疑似是言靈，其威力會隨目標實力的強弱而有所遞減。十分痛恨太陽神教和鱗之血族。成為龍族前是太陽神教的滅龍鬥士。在率兵攻打太陽神教時揭露杜拉·霍羅·尼爾羅自稱太陽神的使者的謊言。
加爾剛緹娜
咆哮之血族的第二位。稱號為「重鎧龍」。第四層「均衡的大地」的支配者。人形時外表是一名留有淺色長髮、褐色肌膚的女性，平時身穿厚重的鎧甲。使用的魔法為「重力魔法」。
艾倫·艾斯琪
咆哮之血族成員。稱號為「冰角龍」。第三層「冰零大絕海」的管理者。人形時外表是一名配戴口罩的少女。使用的魔法為「冰魔法」。與使用的魔法相反本人十分怕冷。
根據作者在推特所言，原本預定在出場的集數中退場，卻由於人氣出乎意料高的緣故而打消該想法。
拉比斯托佐
咆哮之血族成員。稱號為「迷宮龍」。第二層「無限迷宮」的製作者。最後被壞蛋史萊姆吞噬。
路波華
咆哮之血族成員。稱號為「幻霧龍」。第一層「霧之龍巢」的管理者。
芭露露波露克
咆哮之血族成員。稱號為「群增龍」。
斯古利姆．薩巴
咆哮之血族成員。稱號為「月爪龍」。「殺盡龍」基爾賽雅的弟子，持有基爾賽雅賜予的「六對爪牙」之一。
謝芝嘉
咆哮之血族成員。人形時外表是一名配戴單邊眼鏡的女性。擅長魔法和算計。與太陽神教開戰後用監牢魔法把「托爾基爾」囚禁並把對方傳送到海中，其後使用同樣方法算計偷襲自己的壞蛋史萊姆。

#### 骨之血族
現任血主為班哥。除格雷斯托諾瓦克外的上位龍均被班哥親手消滅。
班哥
骨之王。骨之血族的第一位，同時也是現任血主。稱號為「不滅龍」。人形時外表是留有淺色短髮，身穿和服的男性。龍形時外表是一名只有骨骼、身形巨大的龍。疑似為不死之身。不知何故把麾下的上位龍消滅。現時被封印在東亞大陸東南方的海中。
格雷斯托諾瓦克
骨之血族的第二位。稱號為「機龍」。骨之血族中最強最古老的成員。人形時外表是一名身材高大、留有黑色短髮的男性。龍形時是頭身形巨大，由機器構成的龍。體內藏有大量名為「機裝」的高科技武器﹙例如超音速導彈、電磁機關炮、荷電粒子炮﹚，攻防一體幾乎毫無死角可言。實力在「雷爪龍」沃迪卡姆之上。
班哥被封印後化名為桐生﹙日語讀音和機龍相同﹚，躲在「月鱗龍」皇·天爛的領地內。評價緋紅的部下菲比戈特才是最古老的第二位。接受「盲目龍」西格馬利奧削弱太陽神教和除掉拉格納的委託，在摧毀了太陽神教的10處軍事設施後與拉格納交戰，之後在拉格納、托爾基爾等人的圍攻下受傷撤退。

#### 眼之血族
現任血主為西格馬利奧。在一百年前與太陽神教的戰爭中由於身為血主的西格馬利奧抛棄了自己的血族，導致其他上位龍全數被消滅。
西格馬利奧
眼之王。眼之血族的第一位，同時也是現任血主。稱號為「盲目龍」。性格狡猾殘忍，虽然表面上扮演着平凡的人类，却又毫不猶豫地将人类妻女送給「月鱗龍」皇·天爛當食物。外表是一名配戴眼鏡的斯文男性。實際年齡超過500歲。
在與太陽神教的戰爭中戰敗後躲在「月鱗龍」皇·天爛的領地內，化名為志熊理央﹙日語讀音和西格馬利奧相同﹚。正在構築「世界魔法」以便一劳永逸的获取胜利。

#### 鱗之血族
現任血主為皇·天爛。六大血族實力最強、規模最大的一族。據點位於日本。該領地仍然採用日皇的年號「令和」。現時為令和530年。
皇·天爛
鱗之王。鱗之血族的第一位，同時也是現任血主。稱號為「月鱗龍」。外表是一名留有銀色長髮、身穿和服、左腳穿上黑色長襪的女性。嗜吃人肉。對眼之王「盲目龍」西格馬利奧言聽計從。
解體狐
鱗之血族成員。外表是身穿巫女服、配戴狐狸面具的女性。擅長占卜。

### 其他
蕾歐妮卡（聲：水瀨祈）
12歲，簡稱蕾歐。在故事開頭拉格納跟隨的女性狩龍人。羅納貝拉地區最強的狩龍人。在普亞爾亞贊難民營一戰中領悟到經歷過無數死戰後依然倖存的人才可以變強，殺死了翼之血族第十三位階的上位龍後，被爪牙血族血主「殺盡龍」基爾賽雅相中，而成為其弟子。
據未來的拉格納所言原本的故事線中死於翼之血族第一波屠殺人類的攻勢，蕾歐妮卡的死讓拉格納開始磨練自己的武技卻也成為內心的陰影。
塞克斯·夏魯魯克（聲：小野友樹）
狩龍人，在羅納貝拉地區實力僅次於蕾歐妮卡。大商家夏魯魯克家的少爺，曾收留失去親戚的拉格納，卻意外被龍燒光宅邸，當下憤而怒罵他為掃把星，日後也經常出言諷刺黏著蕾歐的拉格納。
拉格納離開後與蕾歐一同保護雷傑難民。
米哈伊爾（聲：佐佐木義人）
雷傑王国的狩龍人頭領。緋紅利用他此前被風獄龍追殺時，對平民見死不救的經歷，操控狩龍人們與拉格納合作。成功討伐風獄龍後，他帶著僅剩的平民逃出國外，卻為了救更多人而與同伴折返，不幸撞見沃迪卡姆而全員遇害。

## 出版書籍
| 集數 | 史克威爾艾尼克斯 | 史克威爾艾尼克斯       | 東立出版社    | 東立出版社             |
| 集數 | 發售日期         | ISBN                   | 發售日期      | ISBN                   |
| ---- | ---------------- | ---------------------- | ------------- | ---------------------- |
| 1    | 2017年10月21日   | ISBN 978-4-7575-5506-8 | 2021年7月23日 | ISBN 978-957-26-6976-1 |
| 2    | 2017年12月22日   | ISBN 978-4-7575-5558-7 | 2023年2月9日  | ISBN 978-957-26-8119-0 |
| 3    | 2018年7月21日    | ISBN 978-4-7575-5790-1 | 2023年8月14日 | ISBN 978-957-26-8120-6 |
| 4    | 2019年1月22日    | ISBN 978-4-7575-5981-3 | 2024年8月29日 | ISBN 978-626-02-0659-8 |
| 5    | 2019年7月22日    | ISBN 978-4-7575-6180-9 |               |                        |
| 6    | 2020年1月22日    | ISBN 978-4-7575-6475-6 |               |                        |
| 7    | 2020年7月21日    | ISBN 978-4-7575-6756-6 |               |                        |
| 8    | 2021年1月22日    | ISBN 978-4-7575-7041-2 |               |                        |
| 9    | 2021年8月20日    | ISBN 978-4-7575-7428-1 |               |                        |
| 10   | 2022年3月22日    | ISBN 978-4-7575-7828-9 |               |                        |
| 11   | 2022年8月22日    | ISBN 978-4-7575-8084-8 |               |                        |
| 12   | 2023年6月22日    | ISBN 978-4-7575-8621-5 |               |                        |
| 13   | 2023年11月21日   | ISBN 978-4-7575-8907-0 |               |                        |
| 14   | 2024年6月20日    | ISBN 978-4-7575-9264-3 |               |                        |
| 15   | 2025年1月21日    | ISBN 978-4-7575-9622-1 |               |                        |

## 電視動畫
2022年3月19日，宣佈獲改編為於2023年首播的電視動畫。

### 主題曲
片頭曲
「ROAR」（第1話、第3～8話、第10～12話）
主唱：ulma sound junction
作詞：、Amon Hayashi，作曲、編曲：ulma sound junction
第2話用作片尾曲，第9話未使用
（第13～24話）
主唱：saji
作詞、作曲：，編曲：saji＆
第19話未使用
片尾曲
「鱗角」（第3～8話、第10～12話）
主唱：小林私
作詞、作曲：小林私，編曲：橫山克
第1-2話未使用、第9話未使用
（第1話）
作曲：佐佐木收，編曲：藤本幸司、佐佐木收、角谷和俊
（第13～24話）
作詞、作曲、主唱：小林私，編曲：
第19話未使用

### 各話列表
| 話數   | 日文標題 | 中文標題     | 劇本   | 分鏡              | 演出                | 作畫監督 | 總作畫監督                     | 首播日期       |
| ------ | -------- | ------------ | ------ | ----------------- | ------------------- | --- | ------------------------------ | -------------- |
| 第1話  |          | 死神誕生之日 | 赤尾凸 | 高橋賢            | 高橋賢              | 細田沙織、氏嘉家宏、西田美彌子 小木容子、重國浩子、三船智帆 富樫彩菜、植田早葉                                                               | 青木慎平                       | 2023年 9月30日 |
| 第2話  |          | 故事的開端   | 赤尾凸 | 平田政宗          | 平田政宗            | 細田沙織、川口弘明、小牧容子 塚本生驹、富樫、鈴木FALCO、平田瑛一                                                                             | 青木慎平                       | 10月7日        |
| 第3話  |          | 煽動         | 赤尾凸 | 奧田誠治、 高橋賢 | 丸山由太            | 若林晶、小川瑞惠、BEEP 日影工房、CJT、Revival 24FPS、Studio EverGreen RadPlus、壽門堂、ONE ORDER                                             | 青木慎平、 山吉一幸、 平田和也 | 10月14日       |
| 第4話  |          | 決行         | 赤尾凸 | 岩畑剛一          | 湊未來              | 井上美香、川口弘明 西田美彌子、飯塚葉子 佐藤桂、Revival GK、ONE ORDER、壽門堂                                                                | 青木慎平、 山吉一幸、 平田和也 | 10月21日       |
| 第5話  |          | 翼           | 赤尾凸 | 毛利和昭          | 大內大和            | 細田沙織、氏家嘉宏 中島忠二、川口弘明、重國浩子                                                                                              | 青木慎平                       | 10月28日       |
| 第6話  |          | 重逢         | 赤尾凸 | 大畑晃一          | 糸賀慎太郎          | 川村裕哉、春川彩子 桜井木ノ実、渡辺はるか | 青木慎平、 平田和也            | 11月4日        |
| 第7話  |          | 作為與呵責   | 赤尾凸 | 吉川博明          | 高橋賢、 平田政宗   | 細田沙織、松本弘 、壽門堂 Studio時雨、Animore reboot、BEEP                                                                                   | 青木慎平、 山吉一幸、 平田和也 | 11月11日       |
| 第8話  |          | 痛击         | 赤尾凸 | 西森章            | 关根侑佑、 大沼心   | 细田沙织、小牧容子 富㭴彩菜、雪夜野乃乃 饭塚叶子、STUDIO CL、氏家嘉宏                                                                        | 青木慎平、 平田和也、 泽入祐树 | 11月18日       |
| 第9話  |          | 交涉與本質   | 赤尾凸 | 平田政宗          | 平田政宗            | 氏家嘉宏、Revival RadPlus、VISTA ONE ORDER、reboot                                                                                           | 青木慎平、 平田和也、 泽入祐树 | 11月25日       |
| 第10話 |          | 利害與共鬥   | 赤尾凸 | 大畑晃一          | 丸山由太            | 細田沙織、雪夜野乃乃 飯塚葉子、STUDIO CL 壽門堂、VISTA                                                                                       | 青木慎平、 平田和也、 泽入祐树 | 12月3日        |
| 第11話 |          | 作戰與認知   | 赤尾凸 | 岩畑剛一          | 近橋伸隆            | 木下和榮、Lee Jong Man、 | 青木慎平、 平田和也、 泽入祐树 | 12月10日       |
| 第12話 |          | 意志與決心   | 赤尾凸 | 西森章            | 大內大和            | 原口涉、小牧容子 氏家嘉宏、雪夜野乃乃 STUDIO CL、壽門堂 VISTA、RadPlus                                                                       | 青木慎平、 平田和也、 泽入祐树 | 12月17日       |
| 第13話 |          | 戰場的主角   | 赤尾凸 | 沖田宮奈          | 飯野健太郎、 峰友則 | 細田沙織、松本弘 吉田巧介、BEEP 、壽門堂 STUDIO CL、曉、RadPlus                                                                              | 青木慎平、 平田和也、 泽入祐树 | 2024年 1月14日 |
| 第14話 |          | 焦慮與警戒   | 赤尾凸 | 金澤洪充          | 菱川直樹            | 、Revival CJT、 | 青木慎平、 平田和也、 泽入祐树 | 1月21日        |
| 第15話 |          | 潛在的覺醒   | 赤尾凸 | 大畑晃一          | 井上美香            | 小川瑞惠、BEEP 、 、曉・火鳥動画制作集團 | 青木慎平、 平田和也、 泽入祐树 | 1月28日        |
| 第16話 |          | 反抗的意志   | 赤尾凸 | 毛利和昭          | 小柴純彌            | 竹森由加、井本由紀 原口涉、STUDIO CL | 青木慎平                       | 2月4日         |
| 第17話 |          | 戰友         | 赤尾凸 | 西森章            | 日下直義            | 大槻南雄、服部憲知 瀨戶良兼、本館耐 BEEP、壽門堂 ONE ORDER、Revival                                                                          | 青木慎平、 原口涉              | 2月11日        |
| 第18話 |          | 死鬥的結局   | 赤尾凸 | 平田政宗          | 平田政宗            | 細田沙織、西田美彌子 平田瑛一、BEEP、ONE ORDER RadPlus、                                                                                     | 青木慎平、 原口涉              | 2月18日        |
| 第19話 |          | 戰鬥的理由   | 赤尾凸 | 西森章            | 福多潤              | 青木慎平、原口涉 櫻井拓郎、本田創一 松浦里美、北村晉哉 前田綾、松井京介 高野菜央、BEEP RadPlus、 Jumondou Wuxi、BigOwl                       | 細田沙織                       | 2月25日        |
| 第20話 |          | 好好看著我   | 赤尾凸 | 毛利和昭          | 板庇迪              | 中津川孝廣、小川瑞惠 魏旭龍、謝鑫、杜衛峰、BEEP                                                                                              | 青木慎平、 原口涉              | 3月3日         |
| 第21話 |          | 無須話語     | 赤尾凸 | 毛利和昭          | 福多潤              | 細田沙織、氏家嘉宏 北村晉哉、BEEP、RadPlus Green、VISTA、Studio CL 日影工房、                                                                | 青木慎平、 原口涉              | 3月10日        |
| 第22話 |          | 翼之王       | 赤尾凸 | 大畑晃一          | 大內大和            | 松本弘、BEEP、reboot 壽門堂、Revival、Seed Triple A、RadPlus 、ALPHA Anime                                                                   | 青木慎平、 原口涉              | 3月17日        |
| 第23話 |          | 雷神         | 赤尾凸 | 毛利和昭          | 平田政宗            | 鈴木FALCO、平田瑛一、細田沙織 氏家嘉宏、北村晉哉、紀之國太雅 佐藤悠己、BEEP、Reboot 壽門堂、RadPlus、 BigOwl、Studio CL、曉·火鳥動畫製作集團 | 青木慎平、 原口涉              | 3月24日        |
| 第24話 |          | 光           | 赤尾凸 | 西森章            | 高橋賢              | 細田沙織、氏家嘉宏 川口弘明、櫻井拓郎、高野菜央 山下詩織、北村晉哉、紀之國太雅 佐藤悠己、BEEP、Revival                                       | 青木慎平、 原口涉              | 3月31日        |

### 藍光光碟
| 卷數   | 發行日期      | 收錄話數        | 規格編號     |
| ------ | ------------- | --------------- | ------------ |
| BOX I  | 2024年2月21日 | 第1話 ~ 第12話  | KIZX-90634/6 |
| BOX II | 2024年5月22日 | 第13話 ~ 第24話 | KIZX-90637/9 |

### 播映平台
| 播映國家、地區      | 播映平台                    | 播映日期                     | 播映時間              | 備註              |
| ------------------- | --------------------------- | ---------------------------- | --------------------- | ----------------- |
| 臺灣                | 巴哈姆特動畫瘋、中華電信MOD | 2023年10月1日－2024年3月31日 | 星期日 00:00（UTC+8） | [ 註 1 ] [ 註 2 ] |
| 中國大陸            | bilibili                    | 2023年10月1日－2024年3月31日 | 星期日 00:00（UTC+8） | [ 19 ]            |
| 第1集擴大至47分鐘。 |                             |                              |                       |                   |

## 外部連結
- 漫畫官方網站 （日語）
- 動畫官方網站 （日語）